# Vigilato speciale
Vigilato speciale (Straight Time) è un film del 1978 diretto da Ulu Grosbard, tratto dal romanzo Come una bestia feroce di Edward Bunker, che appare, in un piccolo cameo nel film, nei panni di un amico di Max.

## Trama
Max Dembo viene scarcerato dopo sei anni e deve affrontare le difficoltà della libertà vigilata. Nonostante i tentativi di reinserirsi, il rapporto teso e umiliante con l'agente di sorveglianza Earl Frank mette subito a dura prova la sua fragile voglia di riscatto. Nel tentativo di ricostruire la propria vita, Max trova un impiego grazie alla gentilezza della giovane Jenny Mercer, con cui nasce anche una timida storia d’amore. Tuttavia, un sopralluogo improvviso di Earl nella stanza di Max scatena una catena di eventi imprevisti: sospettato ingiustamente di violazione delle condizioni della libertà vigilata, Max viene arrestato senza prove concrete. Una volta scagionato, realizza amaramente che la società che lo circonda non è disposta a offrirgli vere seconde possibilità. Spinto da un misto di orgoglio ferito e disillusione, Max reagisce in modo violento e prende il controllo della propria vita con un gesto di rottura definitivo. Da quel momento, si ritrova intrappolato in un percorso senza ritorno, dove ogni scelta sembra allontanarlo sempre di più da quella vita normale che aveva sperato di riconquistare. Ritrova vecchi amici come Willy Darin e Jerry Schue, con cui organizza nuove rapine, mentre il legame con Jenny diventa sempre più fragile e tormentato. In un crescendo di tensione, il sogno di una nuova vita sembra dissolversi, lasciando spazio solo a un’esistenza ai margini, segnata da una libertà apparente e da una profonda solitudine.